# Portia (zoologia)
Portia Karsch, 1878 è un genere di ragni appartenente alla famiglia Salticidae.

## Caratteristiche
I ragni appartenenti a questo genere hanno le dimensioni che variano tra i 5 e i 10 millimetri. Questo genere è araneofagico, cioè si nutre quasi esclusivamente di altri ragni. Si contraddistinguono per il comportamento manifestato durante la caccia che suggerisce capacità di apprendimento e di problem solving, di norma attribuiti ad animali molto più grandi.

## Distribuzione
Le 17 specie oggi note di questo genere sono state rinvenute in Africa, Asia, Australia e Madagascar.

## Tassonomia

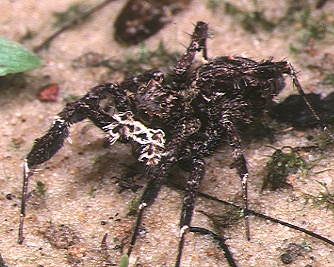
Portia fimbriata, femmina

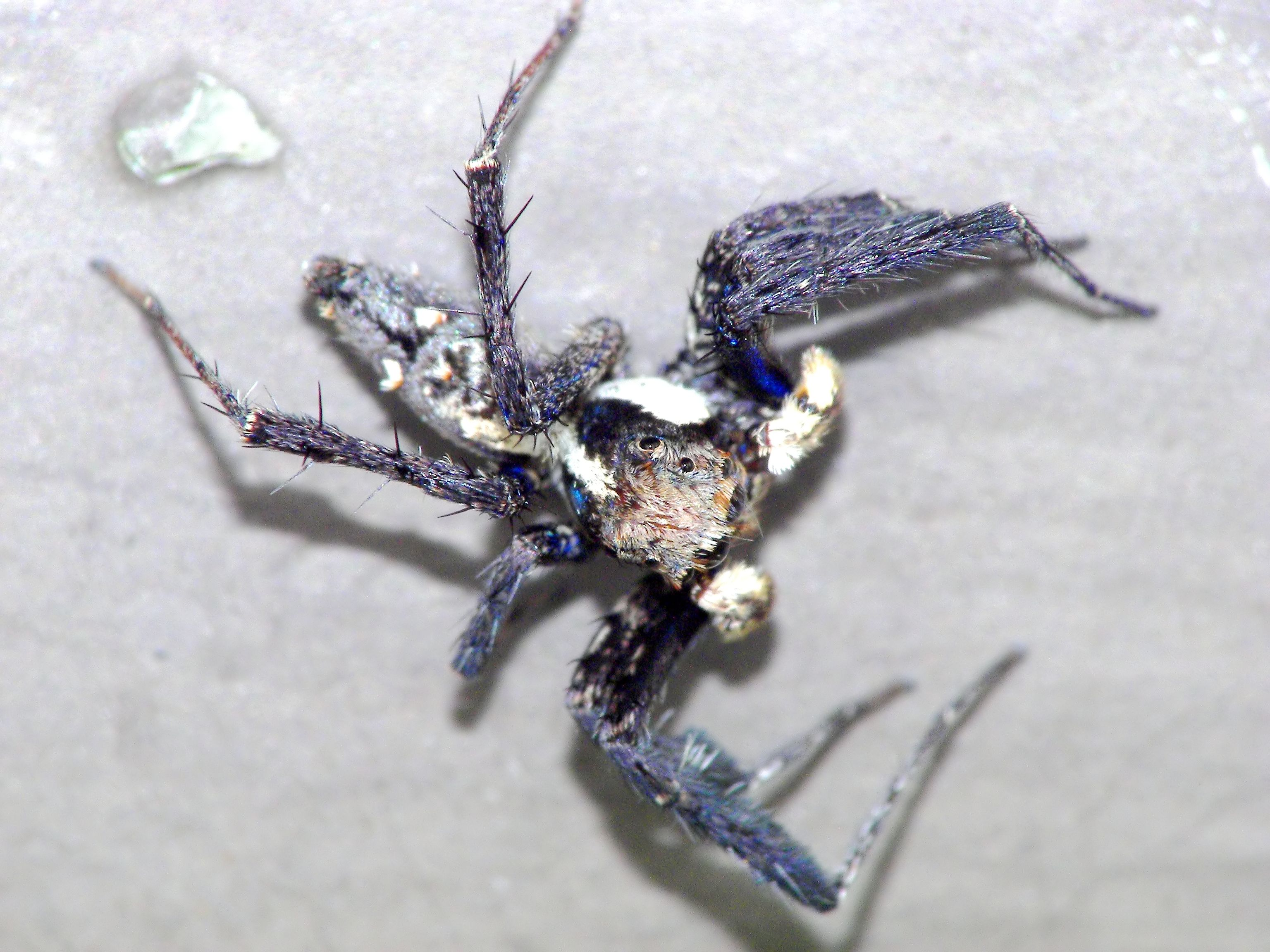
Portia fimbriata

Considerato un sinonimo anteriore di Linus Peckham & Peckham, 1885 (a sua volta ritenuto sinonimo anteriore di Boethoportia Hogg, 1915) da uno studio di Clark in Prószynski del 1971; è anche sinonimo anteriore di Neccocalus Roewer, 1965, secondo la specie tipo Cocalus africanus Thorell, 1899, secondo un lavoro di Wanless del 1978.
Infine, non è sinonimo anteriore di Brettus Thorell, 1895, secondo un lavoro di Wanless del 1978.
A giugno 2011, si compone di 17 specie:
- Portia africana (Simon, 1886) — Africa occidentale e centrale, Etiopia
- Portia albimana (Simon, 1900) — dall'India al Vietnam
- Portia assamensis Wanless, 1978 — dall'India alla Malesia
- Portia crassipalpis (Peckham & Peckham, 1907) — Singapore, Borneo
- Portia fimbriata (Doleschall, 1859)[3] — Nepal, Sri Lanka, da Taiwan all' Australia
- Portia heteroidea Xie & Yin, 1991 — Cina
- Portia hoggi Zabka, 1985 — Vietnam
- Portia jianfeng Song & Zhu, 1998 — Cina
- Portia labiata (Thorell, 1887) — dallo Sri Lanka alla Cina, Filippine
- Portia orientalis Murphy & John Murphy, 1983 — Hong Kong
- Portia quei Zabka, 1985 — Cina, Vietnam
- Portia schultzi Karsch, 1878 — Africa centrale, orientale e meridionale, Madagascar
- Portia songi Tang & Yang, 1997 — Cina
- Portia strandi Caporiacco, 1941 — Etiopia
- Portia taiwanica Zhang & Li, 2005 — Taiwan
- Portia wui Peng & Li, 2002 — Cina
- Portia zhaoi Peng, Li & Chen, 2003 — Cina

### Specie trasferite
Uno studio approfondito di questo genere da parte dell'aracnologo Wanless portò, nel 1984, al trasferimento di varie specie, circa 12, verso altri nuovi generi:
- Portia adonis (Simon, 1900); trasferita al genere Brettus Thorell, 1895.
- Portia albolimbata (Simon, 1900); trasferita al genere Brettus.
- Portia cazomboensis Wanless, 1978; trasferita al genere Meleon Wanless, 1984.
- Portia cingulata (Thorell, 1895); trasferita al genere Brettus.
- Portia durbani Peckham & Peckham, 1903; trasferita al genere Veissella Wanless, 1984.
- Portia falcifera Wanless, 1978; trasferita al genere Meleon.
- Portia guineensis (Berland & Millot, 1941); trasferita al genere Meleon.
- Portia kenti Lessert, 1925; trasferita al genere Meleon'.
- Portia madagascarensis Wanless, 1978; trasferita al genere Meleon.
- Portia oreophila Wanless, 1978; trasferita al genere Meleon.
- Portia russata Simon, 1900; trasferita al genere Meleon.
- Portia solitaria Lessert, 1927; trasferita al genere Meleon.

### Nomina dubia
- Portia deciliata Strand, 1907; un esemplare maschile, rinvenuto in Madagascar; a seguito di uno studio di Wanless del 1978, è da ritenersi nomen dubium[2].
- Portia nigrolineata (Strand, 1908); esemplari juvenili, reperiti in Madagascar, e originariamente descritti nell'ex-genere Linus Peckham & Peckham, 1885 (poi confluito in Portia), a seguito di un lavoro di Wanless del 1978 sono da ritenersi nomina dubia[2].
- Portia subvexa (Thorell, 1890); esemplari maschili, rinvenuti in Sumatra e in origine descritti nell'ex-genere Linus Peckham & Peckham, 1885 (poi confluito in Portia), a seguito di un lavoro di Wanless del 1978 sono da ritenersi nomina dubia; a tal proposito va anche consultato un lavoro di Reimoser del 1925 (1925:90)[2].